# Ulica Katedralna we Wrocławiu

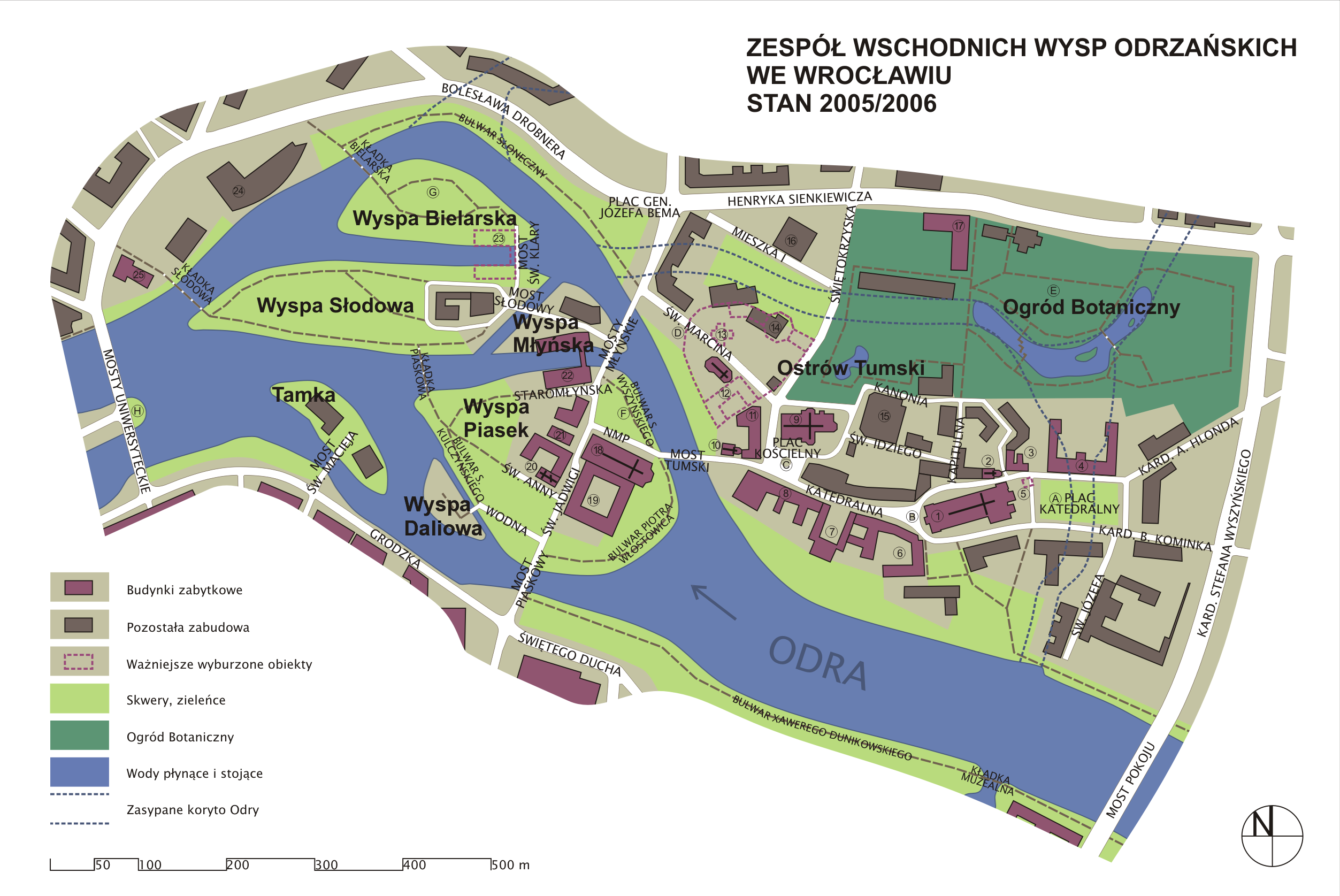
Zespół wschodnich wysp wrocławskich.

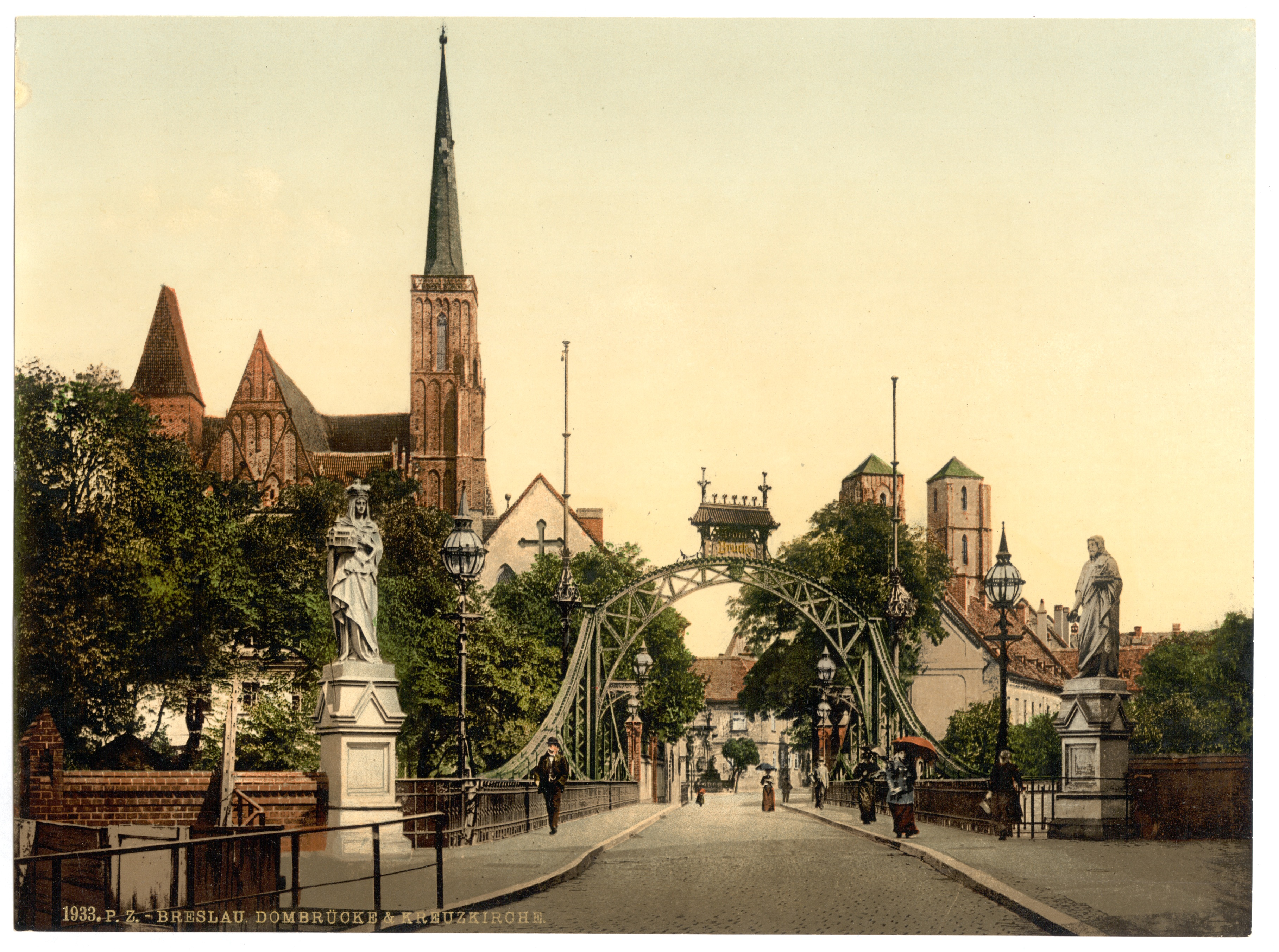
Most Tumski między 1890 a 1900 r.

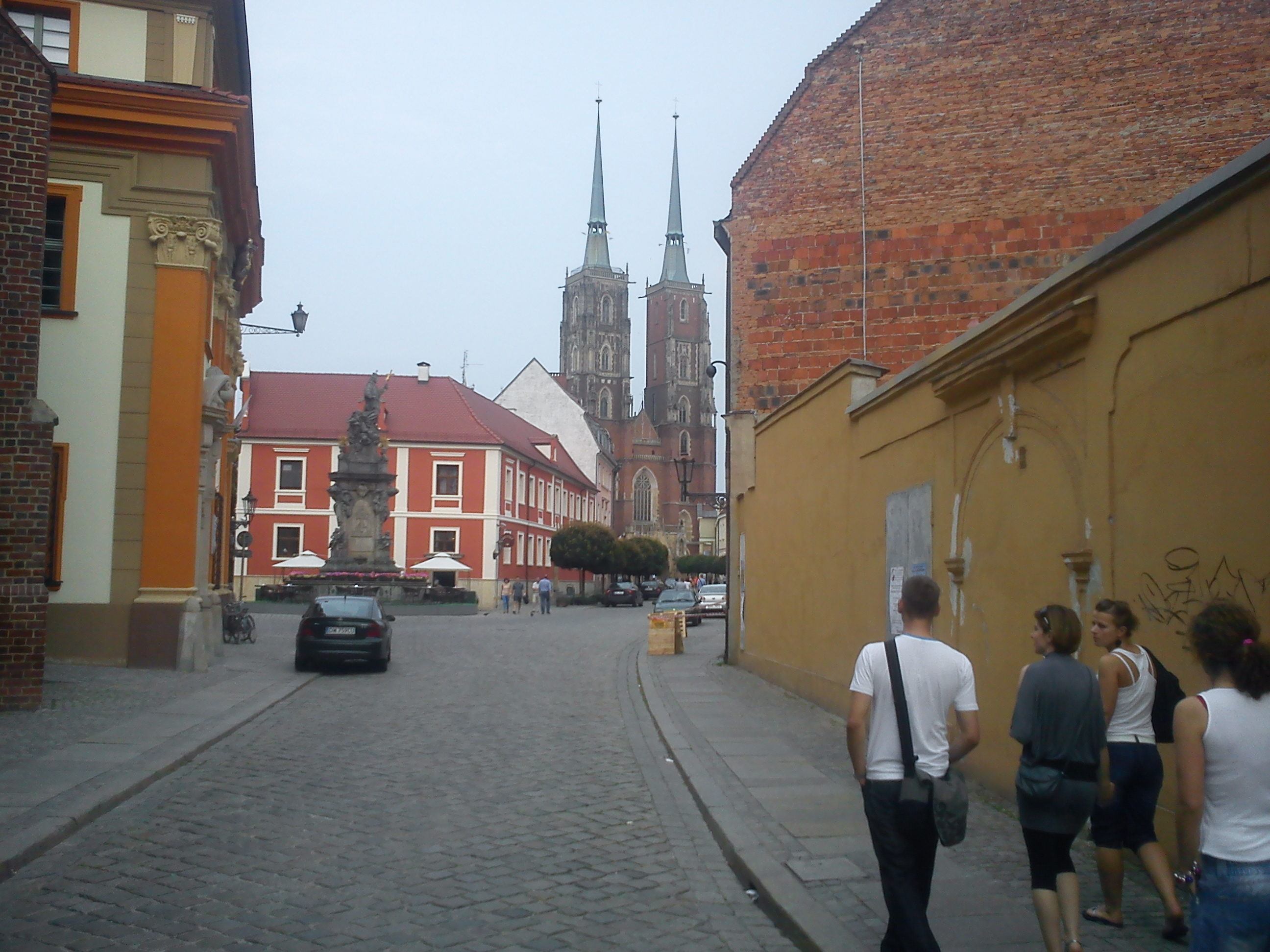
Skrzyżowanie z placem Kościelnym, w tle katedra.

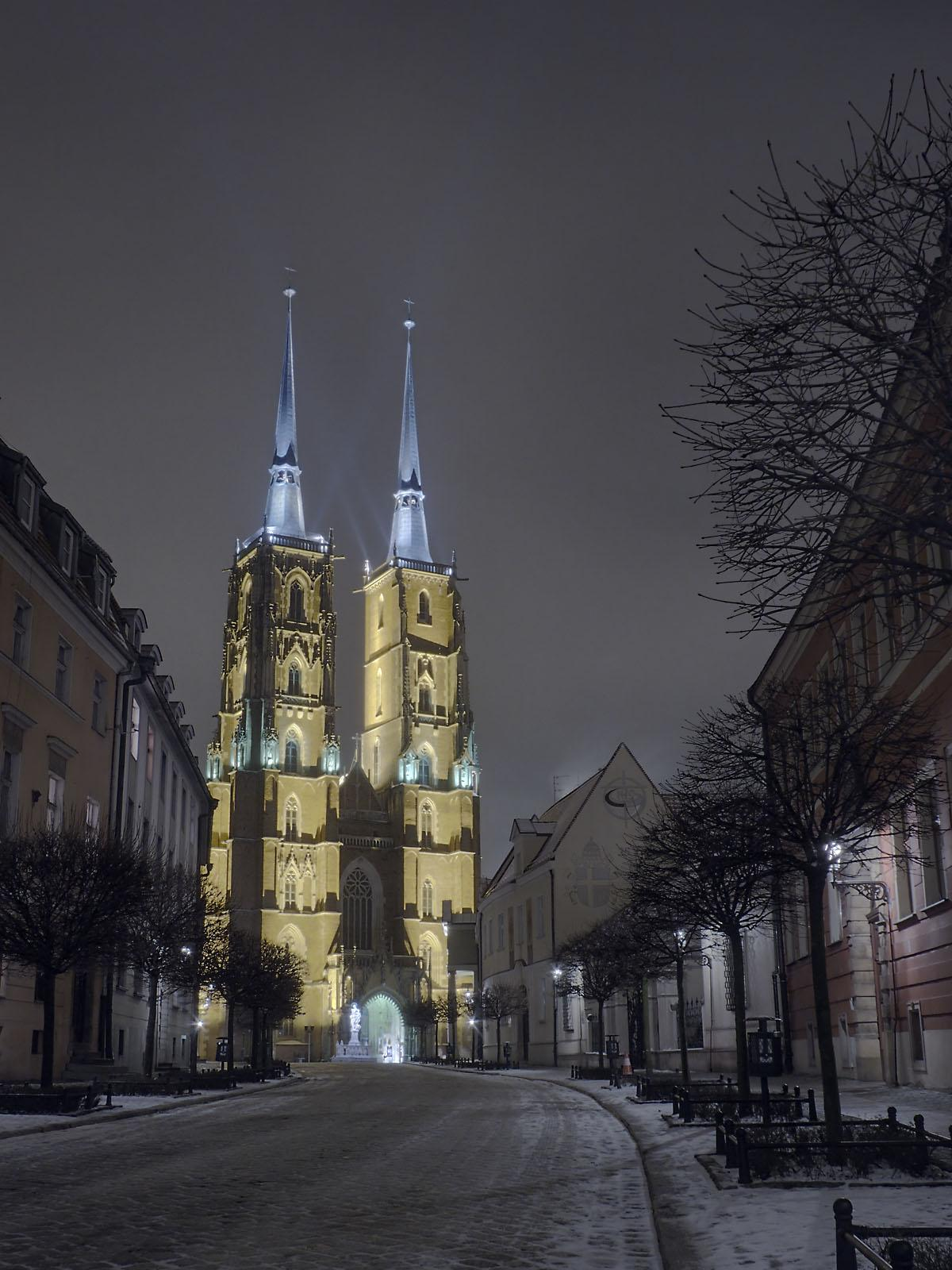
Ulica i katedra

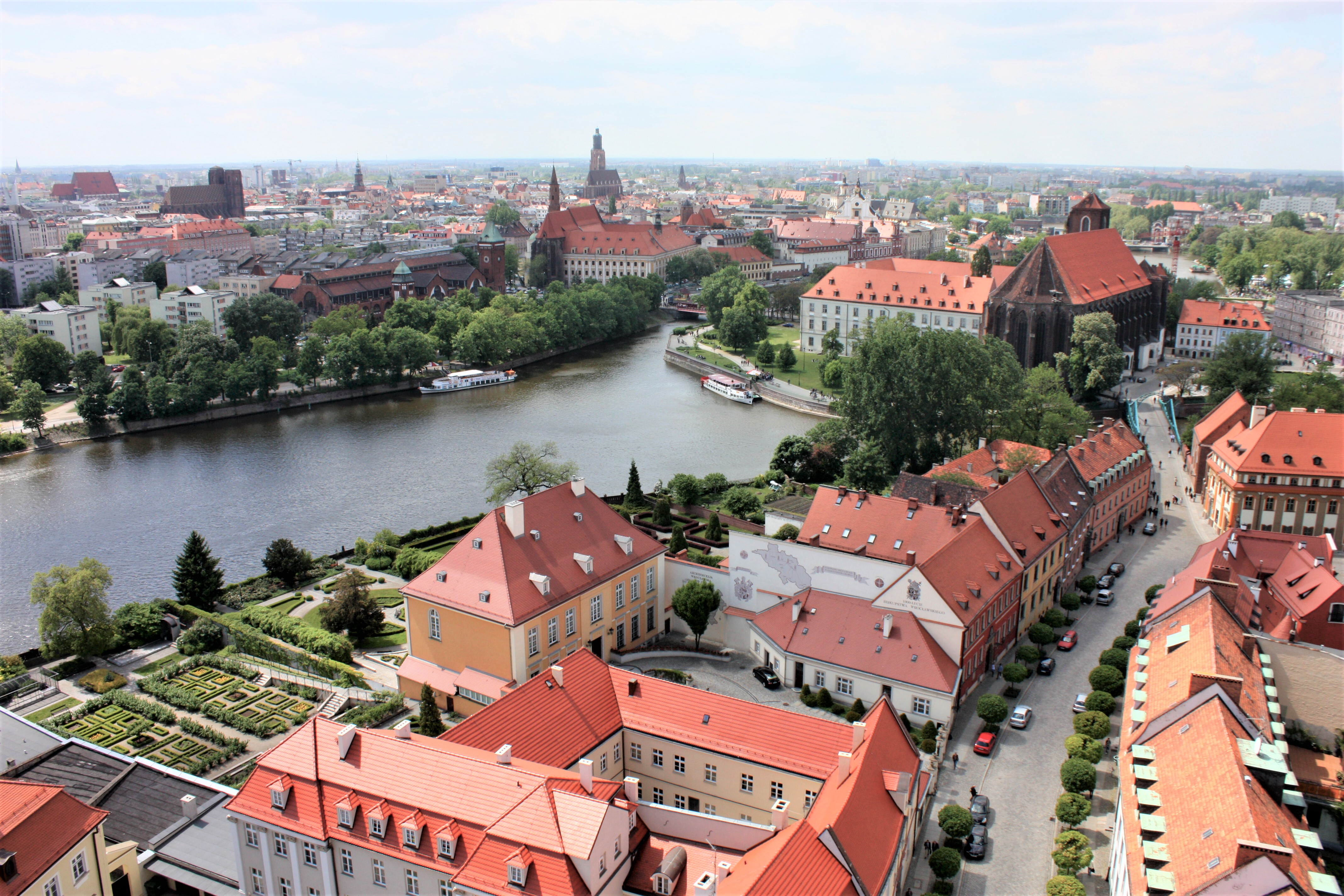
Ulica, Odra i pałac „Prepozytówka”

Ulica Katedralna (Domstrasse) – ulica położona we Wrocławiu na Ostrowie Tumskim, na osiedlu Stare Miasto  (obręb ewidencyjny Plac Grunwaldzki), w dawnej dzielnicy Śródmieście. Ulica ta stanowi historyczną i współczesną oś urbanistyczną, komunikacyjną, widokową, a także ceremonialną Ostrowa Tumskiego. Wzdłuż ulicy oraz w najbliższym sąsiedztwie zlokalizowane są liczne zabytki, w tym między innymi Most Tumski, kościół św. Piotra i Pawła, pałac arcybiskupi i inne, a jej oś widokową zamyka katedra pw. św. Jana Chrzciciela położona przy placu Katedralnym.

## Historia
Historia obszaru, przez który przebiega ulica Katedralna, związana jest z powstaniem grodu na Ostrowie Tumskim w X wieku oraz
z historią katedry wrocławskiej, której geneza sięga 1000 roku, a która położona była we wschodnim krańcu Grodu na Ostrowie Tumskim, oraz zabudowy związanej z administracją kościelną. Sama katedra w swej historii była kilkukrotnie niszczona lub rozbierana i odbudowywana oraz przebudowywana. Współczesna budowla to czwarty budynek katedry w tym miejscu, a ostatnie istotne zmiany to przebudowa z IX wieku na styl neogotycki i odbudowa po zniszczeniach wojennych, jakie zostały dokonane podczas oblężenia miasta w 1945 roku.
Około ulicy powstawały do XIII wieku murowane budowle wznoszone paralelnie po obu jej stronach. Obejmowały one Pałac Biskupi, dziekanię katedralną i posadowioną na granicy własności kapituły katedralnej rezydencję prepozyta katedralnego. Wtedy to, istnieją przypuszczenia, że w 1288 roku, w związku z przekazaniem środkowej części Ostrowa Tumskiego kapitule świętokrzyskiej, wytyczono ulicę Katedralną w obecnym kształcie, od katedry do Mostu Tumskiego, za którym przez obecną ulicę Najświętszej Marii Panny połączona była z głównym szlakiem komunikacyjnym biegnącym przez Wyspę Piasek z południa na północ, obecnie ulica Świętej Jadwigi.
Dokonane nadania na rzecz kapituły katedralnej i świętokrzyskiej sprawiły, że niemal cały ten obszar wszedł we władanie dwóch ośrodków kościelnych, przy czym w 1376 r. kapituła świętokrzyska musiała uznać zwierzchnictwo biskupa. Przy ulicy w części zachodniej znajdował się jeszcze kościół św. Piotra i Pawła (do XIV wieku kościół św. Piotra), należący do cystersów lubiąskich, przejęty w poł. XV wieku i przeznaczony na siedzibę mansjonarzy świętokrzyskich. Po stronie południowej z nadania przez księcia w 1310 r. terenów leżących w obszarze rozsypujących się wałów zlokalizowano dwie kurie kanoniczne kapituły katedralnej. Część zabudowy wzdłuż ulicy nawiązywało do formy pałacu biskupiego z jego pierwotnej XIII-wiecznej fazy przed późniejszą rozbudową. Na poszczególnych działkach posadawiano więc budynki o szerokim froncie zwróconym ku ulicy, jednym lub dwóch piętrach, w których sień lokalizowano pośrodku, a po bokach dwie izby, natomiast drewniane schody budowane były przy tylnej elewacji. Cała zabudowa gospodarcza lokalizowana była na tyłach budynku w głębi działek. Pozostała zabudowa miała różną formę, lecz przy późniejszych przebudowach nawiązywano do powyższych rozwiązań, co doprowadziło do ukształtowania regularnej zabudowy wzdłuż całej ulicy, z wyłączeniem trzech wież stanowiących dominanty wysokościowe: dziekana, prepozytora katedralnego i należącej do kapituły świętokrzyskiej. W wyniku kilku pożarów niezbędne były odpowiednie roboty budowlane, w ramach których większości budynkom nadano w kolejnych latach wystrój późnorenesansowy, a następnie klasycystyczny.
Sama ulica do XV wieku miała nawierzchnię wykonaną z dranic układanych na podkładach z okrąglaków. W 1545 roku ulicę wybrukowano. Koszty jej utrzymania zostały podzielone według następujących proporcji: 2/3 łożył biskup, a po 1/6 kapituły katedralna i świętokrzyska.
W tym czasie ulica ta stanowiła również istotną oś ceremonialną. Powitanie ważnych gości następowało za przyczółkiem Mostu Tumskiego, skąd gospodarze i goście w procesji udawali się ulicą do katedry.
Przy ulicy Katedralnej w domu numer 7 przez pewien czas mieszkał Mikołaj Kopernik.
W XVIII wieku wybudowano Orphanotropheum w miejscu mansjonarii świętokrzyskiej. Jest to budynek o zwartej zabudowie pałacowej w formie gmachu mającego charakter monumentalny. Jego fasada wschodnia zwrócona jest w kierunku placu Kościelnego. Kolejne przeobrażenia obejmowały budowę dwóch pomników: Najświętsze Marii Panny z Dzieciątkiem przed katedrą i Świętego Jana Nepomucena na placu kościelnym przed kościołem Świętego Krzyża i Świętego Bartłomieja. W tym okresie zlikwidowano także 3 wieże rezydencjalne.
W 1810 roku nastąpiła sekularyzacja dóbr kapituły świętokrzyskiej. Przeszły one na skarb państwa.
Kolejnym istotnym wydarzeniem kształtującym ulicę było dokonane w 1900 roku powiększenie placu Katedralnego. Wyłączono ówcześnie z części ulicy Katedralnej obszar obejmujący katedrę oraz teren na południe i północ od niej, włączając je do placu.
W wyniku działań wojennych podczas oblężenia Wrocławia w 1945 roku w zabudowie nastąpiły olbrzymie zniszczenia wojenne. Po wojnie prowadzono odbudowę etapami niemal wszystkich budynków wzdłuż ulicy Katedralnej, z wyjątkiem numeru 1, przy czym części z nich, w szczególności pod numerami 3-5 i 10-16, nadano formy uproszczone.

## Nazwa
W swojej historii ulica nosiła dwie nazwy własne: Domstrasse, ulica Katedralna. Obie te nazwy nawiązują do znajdującej się tu katedry, podobnie jak połączonym z ulicą placem Katedralnym, pop. Domplatz, a wcześnie także całego Ostrowa Tumskiego – Dominsel i położonego w ciągu ulicy Katedralnej Mostu Tumskiego – Dombrücke, oraz obecnych ulic Kanonia i Kapitulna, noszących wcześniej nazwę Kleine Domstrasse.

## Zabudowa i zagospodarowanie
Współczesne zagospodarowanie obszarów przy ulicy Katedralnej obejmuje budynki i budowle zachowane lub odbudowane po zniszczeniach wojennych, a w późniejszych latach, wraz z samą ulicą, odrestaurowane. Obszar ten położony jest na północno-wschodnim, prawym brzegu rzeki Odry, jej ramienia głównego na odcinku Odry Górnej, a w dalszym jej biegu ramię Odry Północnej w ramach Śródmiejskiego Węzła Wodnego. Tu zbudowano przeprawę, którą stanowi Most Tumski w początkowym odcinku ulicy. Dalej po stronie północnej zlokalizowany jest ogród i kościół św. Piotra i Pawła oraz budynek Orphanotropheum przy ulicy Katedralnej 4, za którym otwiera się przestrzeń placu Kościelnego z figurą Świętego Jana Nepomucena na tle kościoła Świętego Krzyża i Świętego Bartłomieja. Po stronie południowej natomiast znajduje się zachowany fragment nieodbudowanego budynku pod numerem 1 i dalej zwarty ciąg zabudowy pierzei południowej. Za placem po obu stronach ulicy mieści się zwarta, historyczna zabudowa Ostrowa Tumskiego, z wyłączeniem cofniętego względem sąsiedniej zabudowy pałacu „Prepozytówka” pod numerem 11. Po stronie północnej są to budynki pod numerami od 6 do 16 (numery parzyste), a po stronie południowej pod numerami od 3 do 17 (numery nieparzyste). Ulicę po stronie wschodniej zamyka widok na figurę  Najświętszej Marii Panny z Dzieciątkiem na tle archikatedry św. Jana Chrzciciela. Tu przed katedrą znajduje się skrzyżowanie z ulicą przypisaną do placu Katedralnego, okalającą budynek katedry z obu jej stron.
W budynkach tu położonych mieszczą się instytucje związane z Kościołem katolickim, m.in.:
- nr 9: rektorat Papieskiego Wydziału Teologicznego[7]
- nr 11: rezydencja arcybiskupa metropolity wrocławskiego[7]
- nr 13: dawna siedziba prepozyta kapituły katedralnej – Kuria Metropolitarna[7]
- nr 15: dawny pałac biskupi – po wojnie siedziba Kurii Metropolitarnej oraz Instytut Niskich Temperatur i Badań Strukturalnych PAN, obecnie Papieski Wydział Teologiczny[7][20].

Na posesjach położonych przy ulicy znajdują się także rzeźby i pomniki:
- pod nr 4, przy kościele św. Piotra i Pawła – Figura św. Piotra Apostoła[39]
- pod nr 9, rektorat, ogród – figura bł. Edmunda Bojanowskiego w otoczeniu dzieci[7]
- pod nr 12, Dom Księży Emerytów, w podwórzu – Figura św. Klary[40]
- pod nr 15, PWT – popiersie kardynała Bolesława Kominka[7].

Przy ulicy Katedralnej umieszczono figurki następujących krasnali :
| przy nr     | nazwa          | foto |
| ----------- | -------------- | ---- |
| Most Tumski | Gazuś          |      |
| 1/3         | Drukarz Kacper |      |
| 6           | Kawiarek       |      |

## Układ drogowy
Do ulicy przypisane są drogi gminne o długości 286 m. Obowiązuje w zasadniczej części dróg ulicy Katedralnej ruch pieszy, z dopuszczeniem dojazdu do posesji pojazdom specjalnym i użytkowników. W ciągu tej ulicy położony jest Most Tumski, który łączy Ostrów Tumski z Wyspą Piasek, przerzucony jest nad Odrą Północną i ma 52 m długości.
Ulice, place, bulwary i mosty powiązane:
- Ulica Najświętszej Marii Panny, stanowi przedłużenie (83 m) ulicy Katedralnej do ulicy Świętej Jadwigi[c][6][44]
- Bulwar Wyszyńskiego
- Bulwar Włostowica
- Most Tumski[43]
- Plac Kościelny[45]
- Plac Katedralny[6][46].

Ponadto istnieje otwierane czasowo przejście zamykane dwoma ozdobnymi furtami wzdłuż brzegu Odry, na tyłach kościoła św. Piotra i Pawła w kierunku Bulwaru ks. Aleksandra Zienkiewicza, wcześniej Bulwaru św. Marcina.

## Ochrona i zabytki
Obszar, na którym położony jest ulica Katedralna, podlega ochronie w ramach zespołu urbanistycznego Ostrowa Tumskiego i wysp: Piaskowej, Bielarskiej, Słodowej i Tumskiej, wpisanego do rejestru zabytków pod nr rej.: 195 z 15.02.1962 r. oraz A/678/213 z 12.05.1967 r.. Inną formą ochrony tych obszarów jest ustanowienie historycznego centrum miasta, w nieco szerszym obszarowo zakresie niż wyżej wskazany zespół urbanistyczny, jako pomnik historii  . Również miejscowy plan zagospodarowania przestrzennego umieszcza ten obszar w strefie ścisłej ochrony konserwatorskiej i określa jako obszar o najwyższych wartościach krajobrazowych. Ochronie również podlega oś widokowa przebiegająca wzdłuż ulicy Katedralnej, stanowiącej główną oś komunikacyjną Ostrowa Tumskiego, do samej Katedry przy placu Katedralnym. Samo miasto włączyło ten obszar jako cenny i wymagający ochrony do Parku Kulturowego 	„Stare Miasto”, który zakłada ochronę krajobrazu kulturowego oraz uporządkowanie, zachowanie i właściwe kształtowanie krajobrazu kulturowego i historycznego charakteru najstarszej części miasta . Ograniczeniom podlega również kształtowanie nawierzchni drogowych, gdyż w całym obszarze ulicy obowiązuje wykonywanie nawierzchni z kostki kamiennej lub klinkierowej w nawiązaniu do historycznych nawierzchni zabytkowych.
Przy ulicy znajdują się następujące zabytki:
| nr   | obiekt                                  | powstanie             | nr rej.                                     | foto |
| ---- | --------------------------------------- | --------------------- | ------------------------------------------- | ---- |
| n.d. | Most Tumski                             | l. 1888-1889          | A/1652/327/Wm z 15.10.1976                  |      |
| 1    | dom – fragment parteru                  | poł. XVIII            | 245 z 30.12.1970                            |      |
| 4    | kościół pw. św.św. Piotra i Pawła       | XV, XX w.             | 4 z 25.11.1947 oraz A/432/192 z 15.02.1962  |      |
| 4    | dawny sierociniec Orphanotropheum       | pocz. XVIII, po 1945  | 90 z 29.03.1949 oraz A/2891/46 z 25.01.1962 |      |
| 5    | kanonia                                 | XV, XVI w.            | 50 z 25.01.1962                             |      |
| 6    | kanonia z oficyną                       | XVIII w.              | A/2901/51 z 25.01.1962                      |      |
| 7    | kanonia                                 | XV, XVI w.            | 52 z 25.01.1962                             |      |
| 8    | kanonia                                 | b.d.                  | 53 z 25.01.1962                             |      |
| 9    | kanonia                                 | XVI-XVIII w.          | 54 z 25.01.1962                             |      |
| 11   | pałac „Prepozytówka”                    | koniec XVIII w.       | 55 z 25.01.1962                             |      |
| 13   | kanonia                                 | XV, XVIII w.          | 56 z 25.01.1962                             |      |
| 14   | dom – fragment parteru                  | XVIII w.              | A/2783/246 z 30.12.1970                     |      |
| 16   | dom – fragment parteru                  | XVIII w.              | A/2783/246 z 30.12.1970                     |      |
| 15   | Pałac biskupi, ob. Kuria Metropolitalna | XIII, koniec XVIII w. | 57 z 25.01.1962 oraz 91 z 29.03.1994        |      |
| n.d. | figura Matki Boskiej z Jezusem          | 1647 r.               | 38 z 29.03.1949                             |      |

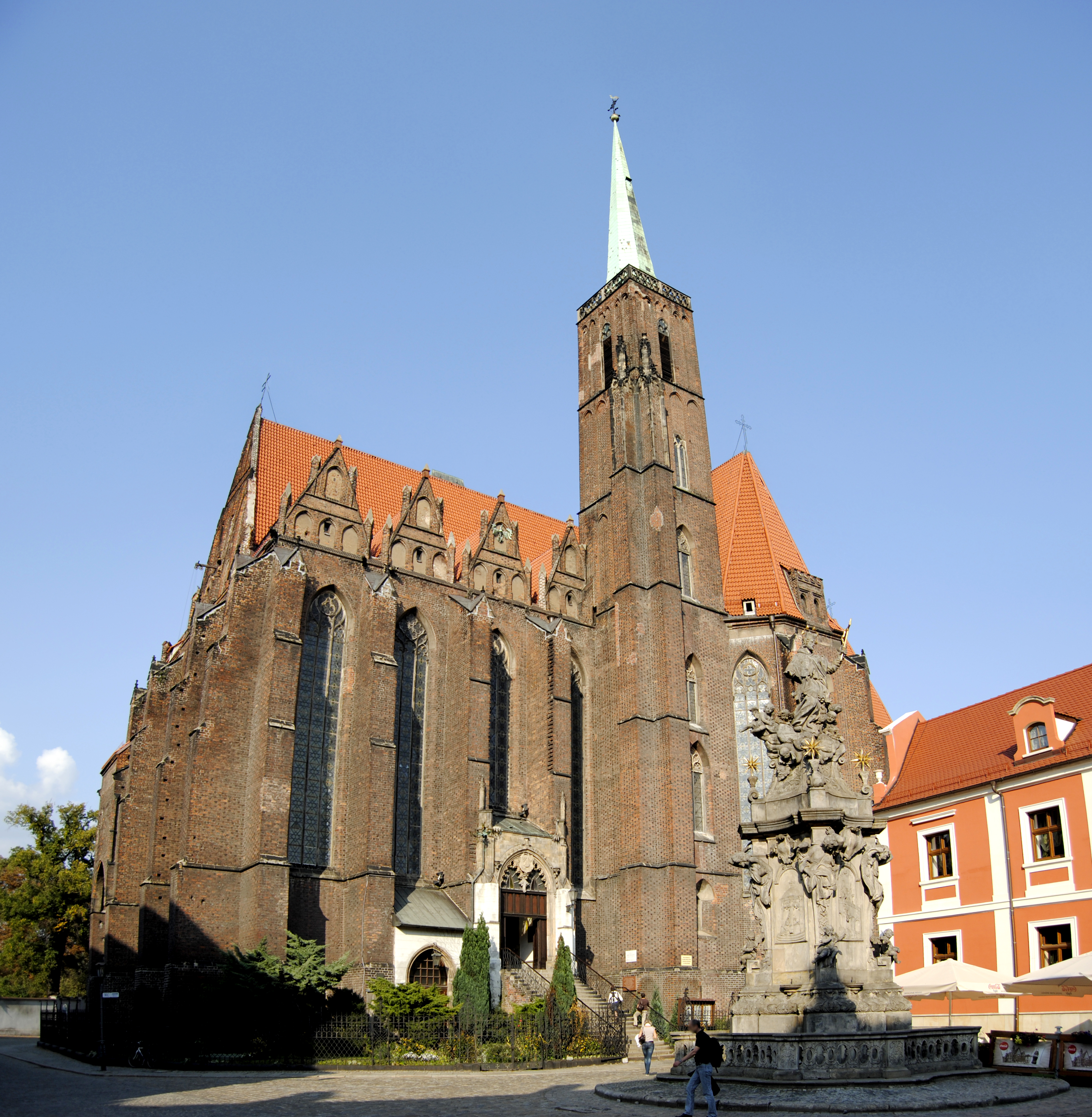
Kolegiata Św. Krzyża i św. Bartłomieja oraz figura Świętego Jana Nepomucena.

W miejscowym planie gospodarowania przestrzennego dla Ostrowa Tumskiego podaje się niżej wymienione pozycje jako wpisane do rejestru zabytków, których jednak nie ma w wykazie zabytków dla województwa dolnośląskiego i gminnym rejestrze zabytków. Są to:
- rzeźba św. Piotra jako wpisana do rejestru zabytków pod nr 640 z 10 listopada 1992 r.[75],
- dwie zabytkowe rzeźby zlokalizowane na Moście Tumskim: św. Jana Chrzciciela i św. Jadwigi jako wpisane do rejestru zabytków pod nr 638, z 10 listopada 1992 r.[76],
- rzeźba św. Klary jako wpisana do rejestru zabytków pod nr 658 z 18 listopada 1992 r.[77].

Ponadto wymienione są jako wskazane do ochrony gotyckie piwnice w budynku przy ul. Katedralnej 10/12, Drukarnia Tumska Archidiecezji Wrocławskiej, ulica Katedralna 1/3.
Ponadto w najbliższym sąsiedztwie placu znajdują się następujące zabytki:
- katedra pw. św. Jana Chrzciciela, Plac Katedralny, XIII-XIX, po 1945, nr rej.: A/5352/2 z 25.11.1947 oraz 42 z 26.10.1961[8][36][48]
- Kolegiata Świętego Krzyża i św. Bartłomieja we Wrocławiu[f], Plac Kościelny, rodzaj ochrony: rejestr zabytków, nr A/5256/44 z dn. 25.01.1962[36][60]
- Pomnik św. Jana Nepomucena, Plac Kościelny, rodzaj ochrony: rejestr zabytków, nr 36 z 29.03.1949[23][25][36][37][73]